# The Louvre
«The Louvre» es una canción grabada por la cantautora neozelandesa Lorde para su segundo álbum, Melodrama (2017). Ella coescribió y coprodujo la pista con Jack Antonoff, con producción adicional de Flume y Malay. «The Louvre» es una canción de electropop que tiene influencias de otros géneros como el indie rock y la música ambiental. Su nombre deriva del Louvre, un museo de arte en París, Francia. La letra habla sobre el análisis honesto y ligeramente maniaco de Lorde sobre un romance recién surgido, comparándolo con una pintura colgada detrás de las obras emblemáticas del Louvre.
Los críticos elogiaron las letras y la producción de la canción, y apareció en varias listas de fin de año. Su riff de guitarra fue comparado con la canción de Bruce Springsteen «Born to Run» (1975), y su sonido con el álbum de Taylor Swift, 1989 (2014). La pista se centra en temas de obsesión y enamoramiento mientras continúa la narrativa establecida en la canción anterior, «Homemade Dynamite». Lorde interpretó «The Louvre», junto con otras cinco canciones, como parte de una serie reimaginada de Vevo en  Electric Lady Studios, donde grabó la mayor parte de su álbum, y en el Festival de Glastonbury 2017. Fue parte de la lista de canciones de su gira mundial Melodrama World Tour (2017–18).

## Grabación y composición

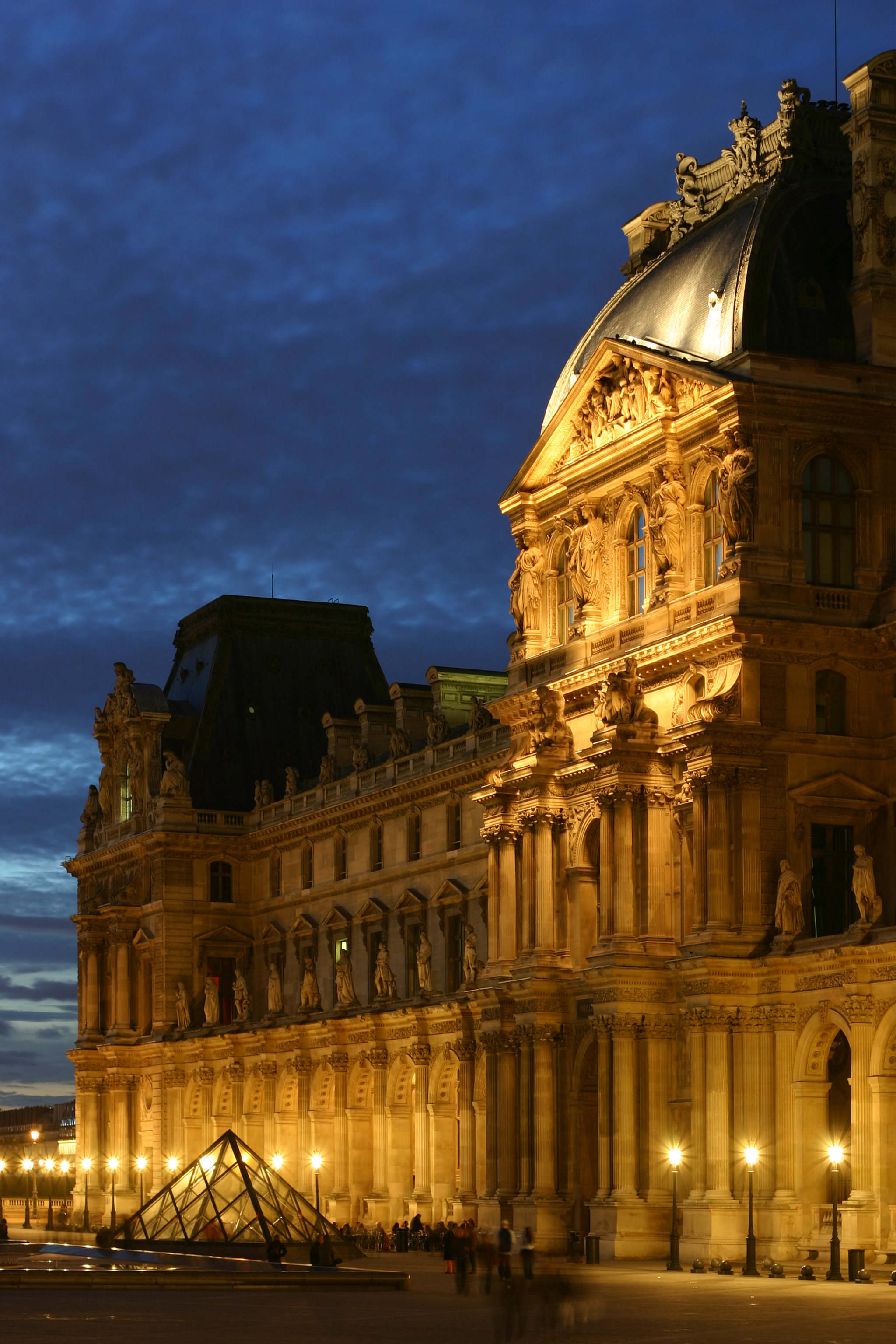
El Museo del Louvre de París (Francia), homónimo de la canción (en la foto).

Lorde grabó «The Louvre» en tres lugares diferentes de los Estados Unidos. Comenzó la grabación en Conway Recording Studios, en Los Ángeles, California, asistida por el ingeniero de grabación Eric Eylands. También grabaron en Rough Customer Studio, en Brooklyn Heights, Nueva York, con Barry McCready y Jack Antonoff. La grabación se completó en Westlake Recording Studios, en Los Ángeles, con Greg Eliason. John Hanes mezcló la canción en MixStar Studios, asistido por John Hanes. Flume proporcionó la línea de bajo y la batería de la canción, mientras que Malay produjo los ritmos electrónicos. Ambos proporcionaron producción adicional para la pista.
«The Louvre» está compuesta en la tonalidad de Do Mayor con un tempo de 124 pulsaciones por minuto. Las voces de Lorde abarcan un rango de E3 a A4 y su progresión de acordes sigue una secuencia de C–C/E–F5–A5–G5 en los versos y el outro. Es una canción de electropop, con influencias de otros géneros como el indie rock y la música ambiental. Según Nolan Feeley de Entertainment Weekly, «The Louvre» describe las primeras etapas de una relación casual «condenada al fracaso». La canción comienza con la voz de Lorde acompañada de una guitarra, antes de convertirse en «una tormenta de glitchy electro-pop». NME la describió como una pista de pop «con ojos abiertos y corazón acelerado». Alexis Petridis de The Guardian afirmó que parecía «altamente improbable que alguna canción pop este año» pudiera crear un mejor coro que «The Louvre». Newsweek señaló la influencia de Phil Collins en la pista, mientras que su riff de guitarra fue comparado con la canción de Bruce Springsteen «Born to Run» (1975) y la producción del álbum de Taylor Swift, 1989 (2014).
En una entrevista en podcast con The Spinoff, Lorde reveló que quería evocar el sentimiento de la «gran tontería bañada por el sol de enamorarse» y la intensa emoción de la «gran y tonta alegría». Dijo que la «instrumentación» ayudó a reflejar esas emociones. La cantante también reveló que el álbum Blonde (2016) de Frank Ocean sirvió como inspiración para construir el sonido de la pista. Lorde habló de cómo en un «paisaje post-Blonde», la instrumentación en las canciones se ha vuelto más flexible. Afirmó que podría haber hecho un «gran y fácil sencillo» pero se abstuvo de hacerlo ya que sentía que no significaría mucho «simplificar el viaje» o «forzar un gran coro».

## Recepción de la crítica

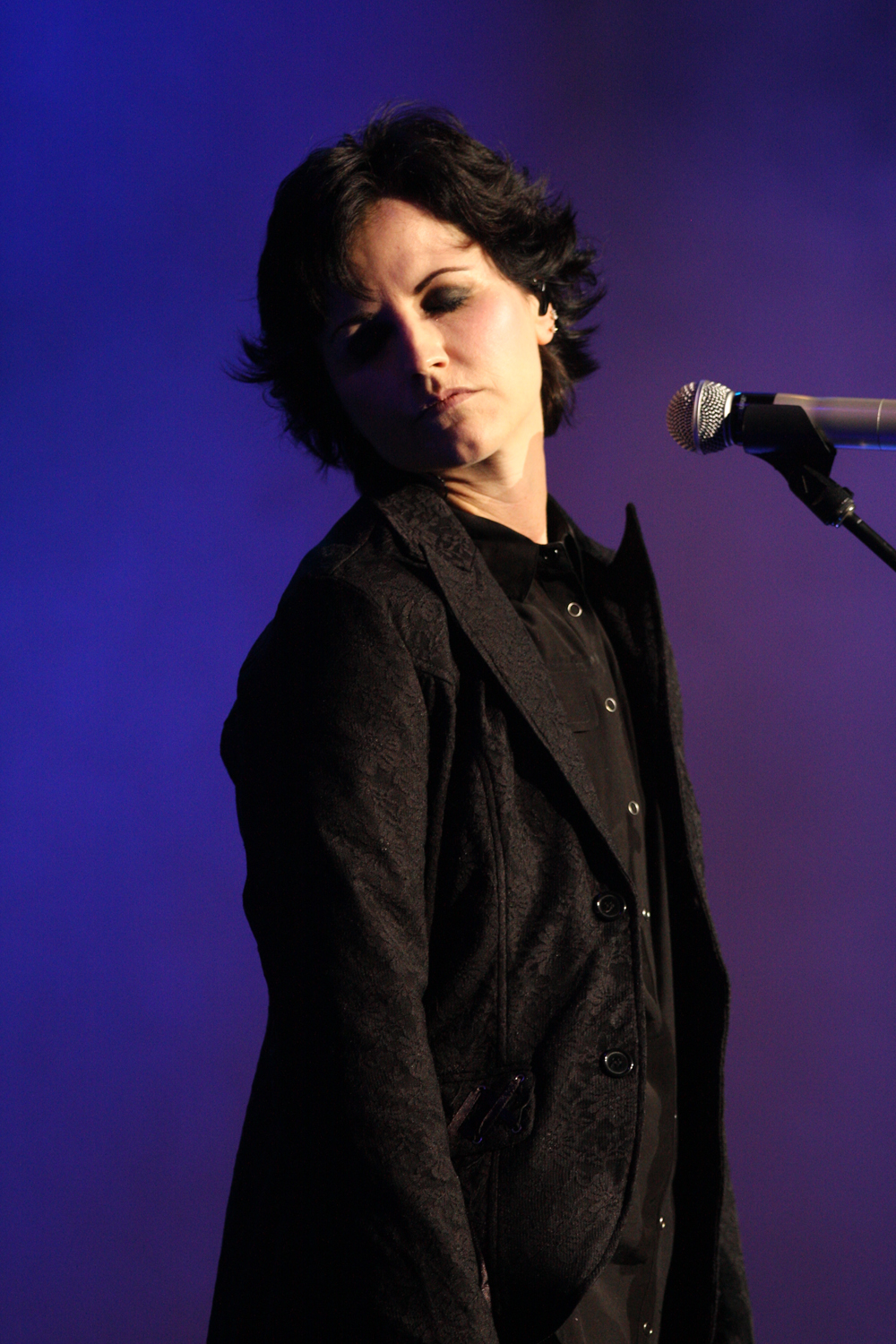
El outro de guitarra de la canción fue comparado con el grupo de rock irlandés The Cranberries (Dolores O'Riordan en la foto).

«The Louvre» recibió una aclamación generalizada por parte de los críticos musicales, muchos de los cuales elogiaron sus letras y producción; también fue considerada una pista destacada en Melodrama. En una recopilación de reseñas para The Fader, la editora Aimee Cliff dijo que Lorde capturó muy bien la «autoimportancia del primer amor». Patrick D. McDermott comparó el outro de guitarra con el trabajo de The Cure o The Cranberries. Will Richards de DIY señaló que una «letra apresurada a mitad del segundo verso epitomiza todo el disco». Kitty Empire de The Guardian la llamó una «deslumbrante síntesis de pro-dramática y originalidad», mientras que Stacey Anderson de Pitchfork comentó que la canción capturaba una «frecuencia compartida del amor tan irreprimiblemente grandiosa como su sonido».
Varios críticos colocaron «The Louvre» en sus listas de fin de año de las mejores canciones. Stereogum ubicó la grabación en el puesto número 13 en su lista de fin de año. En su lista de fin de año, el editor de Vice, Larry Fitzmaurice, clasificó la canción en el puesto 47, llamándola uno de los «momentos más extraños» del álbum. En la lista de fin de año de Spin, «The Louvre» fue clasificada en el puesto número nueve, y la publicación la consideró una de las «canciones más fuertes de Lorde hasta la fecha». Pitchfork clasificó la pista en el puesto número 42 en la lista de fin de año, mientras que, en su lista retrospectiva de las 200 mejores canciones de la década de 2010, «The Louvre» se ubicó en el puesto número 43. La publicación elogió a Lorde por ser capaz de tomar un «sentimiento que todos conocen y transformarlo en algo fresco».
«The Louvre» entró en la lista de Heatseeker Singles de Recorded Music NZ en el número uno el 26 de junio de 2017. También entró en la lista de NZ Artists Singles en el número cinco esa semana, antes de alcanzar el número cuatro.

## Actuaciones en directo
Lorde interpretó por primera vez «The Louvre» en el Festival de Glastonbury. La actuación comenzó con una caja transparente que se iba llenando lentamente con bailarines, seguida de la llegada de Lorde. Se describió que la caja se inclinaba «de un lado a otro» sobre la cabeza de la cantante mientras la actuación continuaba. Ella dedicó la pista a cualquier miembro de la audiencia que «albergara un enamoramiento secreto». La actuación recibió elogios de los críticos, y The Independent le otorgó una calificación de cuatro de cinco estrellas, llamándola un debut «audaz y brillante».
La canción también se interpretó en el Bowery Auditorium en Nueva York, la noche de la fiesta de lanzamiento del álbum de la cantante, junto con otras dos canciones. Para la gira mundial Melodrama World Tour (2017-18), Lorde interpretó «The Louvre» después de su primer cambio de vestuario. Fue precedida por fragmentos de videos vintage que parpadeaban en una «enorme televisión de estilo antiguo». Un crítico del London Evening Standard describió los videos como «arte y música fusionados en una exploración cohesiva del amor, la pérdida y la soledad». La canción se interpretó en segundo lugar en un conjunto de tres actos. Después de los clips, Lorde regresó al escenario vistiendo un vestido blanco, una apariencia diferente del vestido de gasa negro que usó anteriormente. Ella introdujo cada canción con una historia de fondo, diciendo que «The Louvre» trata sobre los «altibajos de un nuevo enamoramiento».

## Gráficos
| Listas (2017)                       | Mejor posición |
| ----------------------------------- | -------------- |
| Nueva Zelanda Artist Singles (RMNZ) | 4              |
| Nueva Zelanda Heatseekers (RMNZ)    | 1              |

## Certificaciones
| País      | Organismo certificador | Certificación | Ventas certificadas | Ref.   |
| --------- | ---------------------- | ------------- | ------------------- | ------ |
| Australia | ARIA                   | Oro           | 35 000              | [ 24 ] |